# Ólafsfjarðargöng
De Ólafsfjarðargöng is een 3,4 kilometer lange tunnel in het noorden van IJsland. Een enkelbaansweg, de Ólafsfjarðarvegur, loopt door de tunnel, en verbindt Ólafsfjörður met Dalvík en vervolgens met de rest van Noord- en Oost-IJsland. Ter plaatse van de tunnel scheidt de 400 meter hoge Ólafsfjarðarmúli de Ólafsfjörður fjord van de Eyjafjörður. De tunnel wordt daarom ook wel de Múlagöng genoemd. De tunnel is op 1 maart 1991 in gebruik genomen.

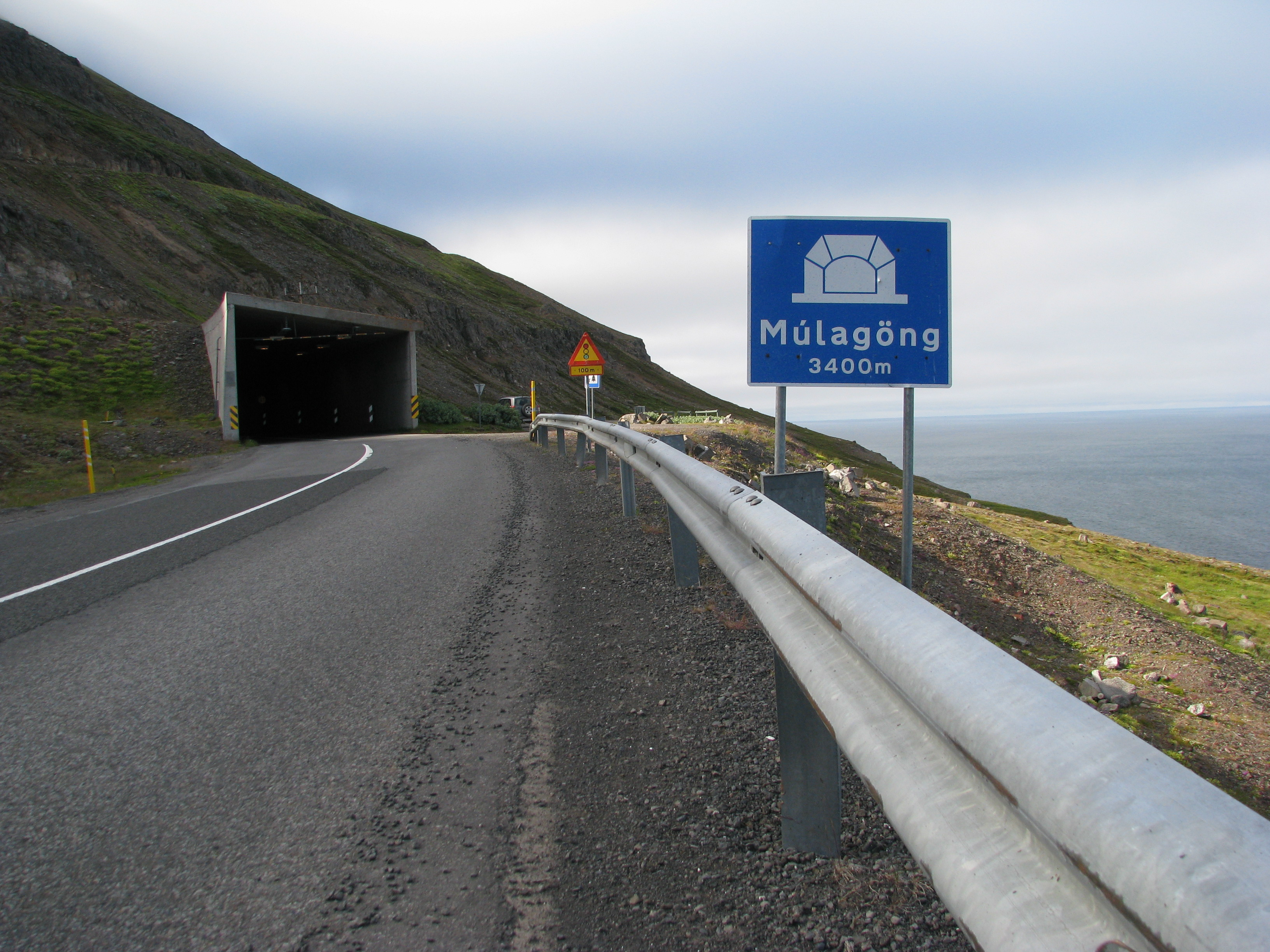
Oostelijke ingang van de Ólafsfjarðargöng.
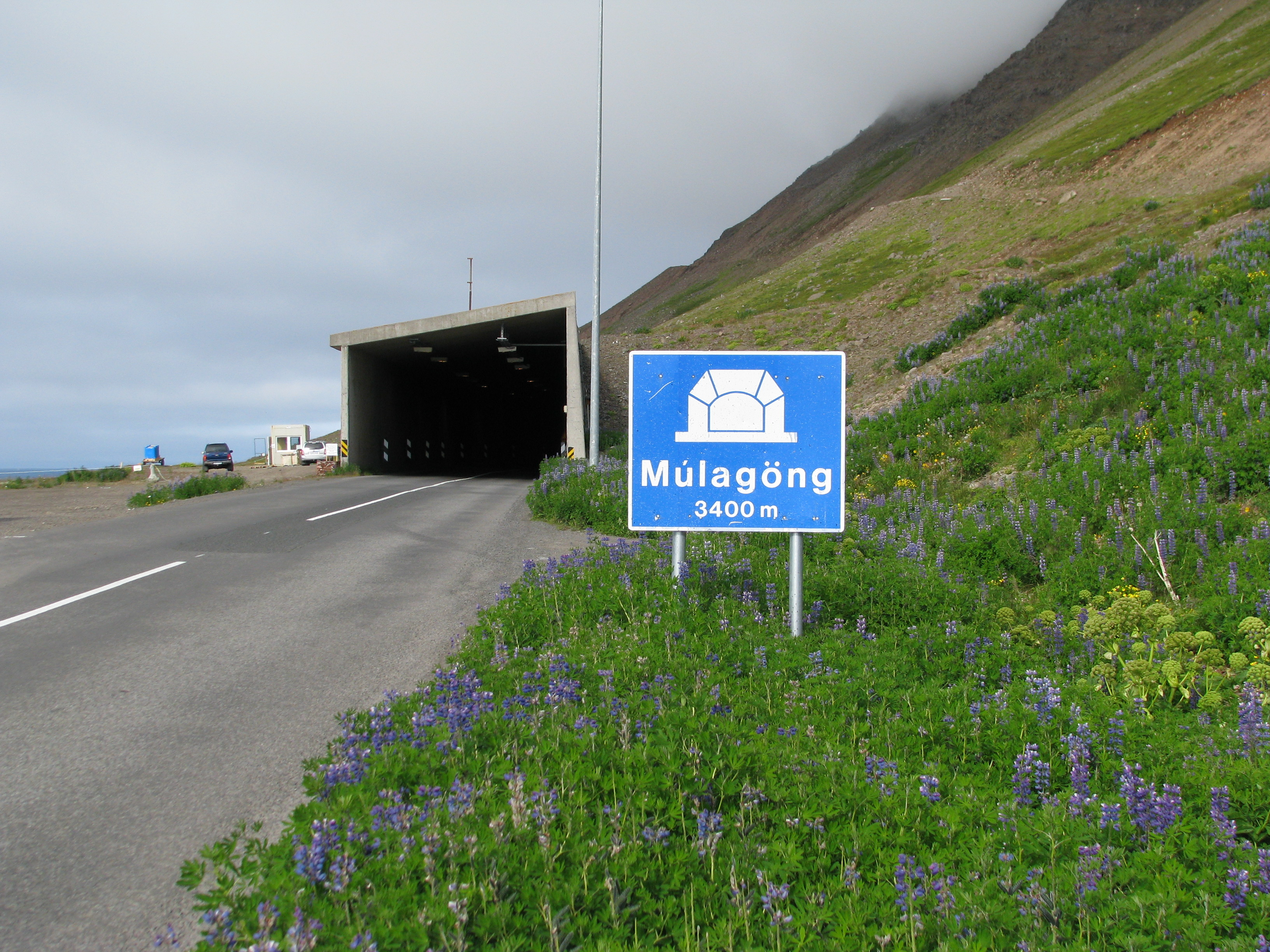
Westelijke ingang van de Ólafsfjarðargöng.